# PeerJ
PeerJ é uma mega revista científica de acesso aberto com revisão por pares cobrindo a investigação nas ciências biológicas e ciências médicas. Ela é publicada por uma empresa do mesmo nome, que foi cofundada pelo CEO Jason Hoyt (anteriormente no Mendeley) e editor Pedro Binfield (anteriormente na revista PLOS ONE), com apoio financeiro de US$950 000 da O'Reilly Media e Empreendimento O'Reilly AlphaTech. Ela foi lançado oficialmente em junho de 2012, e começou a aceitar candidaturas em 3 de dezembro de 2012, e publicou os seus primeiros artigos em 12 de fevereiro de 2013. A empresa é membro do CrossRef, CLOCKSS, ORCID, e a Associação de Editores Open Access Scholarly. Os escritórios da empresa estão localizados em Corte Madera (Califórnia), e também em Londres.

## Modelo de negócio
PeerJ cobra encargos aos autores com uma taxa única de adesão que permite que eles – com alguns requisitos adicionais, tais como sobre o comentário, ou revisão, de pelo menos um artigo por ano – para publicar na revista para o resto da sua vida. A pesquisa enviada é julgada exclusivamente por metodológia e científica, a solidez (como na revista PLoS ONE), com peer reviews publicados juntamente com os documentos.

## Recepção
O jornal é abstraído e indexado no Science Citation Index Expanded, PubMed Central, Scopus, EMBASE, CAB Abstracts, e bancos de dados de ACS. de acordo com o Journal Citation Reports, em 2015 ele tem um fator de impacto de 2.183.
Em abril de 2013, A Chronicle of Higher Education selecionou para o ano o CEO e co-fundador da PeerJ, Jason Hoyt como um dos "Dez Superiores Inovadores de Tecnologia".
Em 12 de setembro de 2013 a Association of learned and Professional Society Publishers concedeu à PeerJ "Publicação" Inovação do ano".